# R. c. Hart
R. c. Hart  est un arrêt de principe de la Cour suprême du Canada rendu en 2014 concernant les failles de l'opération policière Mr. Big.

## Les faits
Nelson Hart, originaire de Terre-Neuve-et-Labrador, a été accusé en juin 2005 de la mort de ses filles jumelles de 2 ans décédées par noyade le dimanche 4 août 2002. Hart a affirmé qu'il avait emmené les filles, Krista et Karen, à Little Harbour où il y avait un petit quai. Krista est tombée du quai et Hart (qui ne savait pas nager) a paniqué et est parti chercher de l'aide, laissant l'autre enfant. 
Dans une interview ultérieure, Hart a affirmé qu'il avait eu une petite crise d'épilepsie au moment où Krista est tombée à l'eau. Karen est apparemment tombée à l'eau pendant l'absence de Hart. Il rentra chez lui et revint avec sa femme. Krista a été retrouvée vivante mais est décédée à l'hôpital, et Karen a été déclarée morte sur les lieux.
L'opération Mr. Big a commencé en octobre 2002. La surveillance préliminaire a révélé que Hart était socialement isolé, avait peu d'amis et allait partout avec sa femme. Il bénéficiait également de prestations d'assurance sociale et avait seulement une éducation de quatrième année et il avait déjà fait des crises d'épilepsie, qui sont devenues plus fréquentes après un accident de voiture en 1998. 
Le premier contact avec l'opération policière a eu lieu lorsqu'il a été payé pour avoir aidé à trouver la sœur d'un agent. On lui a alors demandé d'effectuer quelques livraisons par camion pour lesquelles il était bien payé. Une amitié avec ses agents s'est développée. Il a commencé à vendre de fausses cartes de crédit, de faux passeports et des jetons de casino contrefaits. Hart a été amené à croire que les activités du pseudo-gang étaient à l'échelle nationale, avec des succursales à Vancouver, Montréal et Halifax. Au fur et à mesure que le temps passait, la gravité des activités illégales augmentait, ainsi que la rentabilité des gains. Lui et sa femme ont eu droit à des voyages luxueux à travers le pays, à des séances de magasinage extravagantes et à des soupers coûteux dans les restaurants. Hart aspirait à rejoindre le gang en tant que membre à temps plein.
À la fin du printemps 2003, il a été présenté au « patron » du prétendu groupe criminel (M. Big) qui a dit à Hart que quelque chose était sorti du passé de Hart et que l'organisation criminelle devait s'en occuper. M. Big a confronté Hart au sujet de la mort de ses filles et n'a pas accepté l'explication de sa crise d'épilepsie. Sous la pression, Hart a avoué avoir poussé les filles hors du quai. Hart a ensuite amené M. Big et quelques agents sur les lieux du crime, pour reconstituer les noyades. Cet événement a été filmé et a servi de fondement principal à la preuve de l'accusation au procès.

## Procès
En mars 2007, un jury l'a reconnu coupable de deux chefs de meurtre au premier degré.

## Appel
Hart a fait appel de sa condamnation. En 2012, dans une décision partagée rendue à deux juges contre un, la Cour d'appel a accueilli l'appel et ordonné un nouveau procès. Selon le juge en chef Green, Hart était 

« sous le contrôle de l'État d'une manière équivalant en degré à la détention. Il n'était pas raisonnable de s'attendre à ce qu'il ait une raison de quitter l'organisation ou qu'ils saisisse l'occasion de la quitter. Cela signifie qu'il devait souscrire à la culture de l'organisation et s'assurer de continuer à recevoir l'approbation de M. Big. Bien qu'il ait manifestement voulu continuer à soutenir qu'il avait une explication innocente pour la mort de ses filles, il a finalement succombé lorsqu'il est devenu clair que M. Big n'accepterait aucune autre réponse que celle qui admet sa thèse selon laquelle il serait responsable de leur meurtre. Pour M. Hart, dans les circonstances dans lesquelles il se trouvait, il y avait très peu d'inconvénients à dire à M. Big ce qu'il voulait entendre, car il pensait que les agents n'étaient pas des policiers et il avait été assuré que toute information qu'il donnerait serait cachée des autorités. D'un autre côté, dans son esprit, M. Hart avait beaucoup à perdre s'il ne passait pas aux aveux exigés de sa part. »

La Cour d'appel a jugé que les protections de Hart en vertu de l'article 7 de la Charte canadienne des droits et libertés avaient été violées.
Le ministère public a interjeté appel de cette décision devant la Cour suprême du Canada, dont la décision a été rendue le 31 juillet 2014.

## Jugement de la Cour suprême
La Cour suprême a rejeté le pourvoi du ministère public. 

## Motifs du jugement
Rendant le jugement au nom d'une Cour unanime, le juge Michael Moldaver a déclaré que les aveux issus des opérations de M. Big seraient désormais considérés comme «  présumés inadmissibles », sous réserve d'une « démarche à deux volets »  pour statuer sur l'admissibilité des aveux.   
Le tribunal a statué qu'il incombait à la Couronne de surmonter cette présomption en démontrant que la valeur probante de la preuve résultant d'une opération M. Big, y compris la confession, l'emporte sur son effet préjudiciable (volet 1). Des preuves de corroboration peut offrir « puissante garantie de fiabilité ».
En d'autres mots, les preuves trouvées lors d'une opération Mr. Big seraient un facteur essentiel relativement à la question de la fiabilité, plutôt que relativement à la confession. La confession elle-même doit être considérée avec soin pour évaluer les indices de fiabilité. Les indices de fiabilité comprennent des éléments de la confession qui coïncident avec des preuves connues des enquêteurs, des informations inconnues du public et des détails banals qui ne seraient connus que de la personne qui a commis le crime. Dans les opérations futures, cette exigence de preuve pourrait changer l'objectif d'obtenir des confessions à celui de découvrir de preuves concluantes. 
La Cour suprême a également alerté les juges de procès sur les dangers possibles d'abus de procédure qui pourraient avoir lieu lors des opérations M. Big et sur la nécessité d'un examen minutieux pendant les procès (volet 2). Un abus de procédure s'est produit lorsque la police parvient à « venir à bout de la volonté de l’accusé et à contraindre ainsi ce dernier à avouer », comme cela s'est produit l'affaire Hart. Les incitations quasi irrésistibles, les menaces voilées de violence et l'intimidation sont des exemples de conduite qui pourraient être considérées comme un abus de procédure par la police. 